# Canthyporus fluviatilis
Canthyporus fluviatilis är en skalbaggsart som beskrevs av Omer-cooper 1956. Canthyporus fluviatilis ingår i släktet Canthyporus och familjen dykare. Inga underarter finns listade i Catalogue of Life.